# Fresnosaurus drescheri
Il fresnosauro (Fresnosaurus drescheri) è un rettile marino estinto, appartenente ai plesiosauri. Visse nel Cretaceo superiore (Maastrichtiano, circa 70 milioni di anni fa) e i suoi resti fossili sono stati ritrovati in Nordamerica (California).

## Descrizione
Questo rettile marino è noto grazie a uno scheletro frammentario, ritrovato nella formazione Moreno (contea di Fresno), appartenente con tutta probabilità a un esemplare giovane. I resti, insolitamente massicci, fanno pensare a una specie di plesiosauro molto grande, con un'insolita costruzione del coracoide e dell'omero. Come tutti i plesiosauri, Fresnosaurus era dotato di zampe simili a pagaie e di un collo molto lungo, al termine del quale era presente una piccola testa armata di lunghi denti acuminati. Si stima che un esemplare adulto potesse raggiungere i 12 metri di lunghezza.

## Classificazione
Il fresnosauro è considerato un membro della famiglia degli elasmosauridi, un gruppo di plesiosauri dal collo esageratamente allungato, molto comuni nel Mare interno occidentale del Nordamerica. Nella stessa formazione che ha restituito i fossili di Fresnosaurus sono stati ritrovati altri due elasmosauri, Morenosaurus e Aphrosaurus. Entrambi questi animali, però, non possono essere le forme adulte di Fresnosaurus, in quanto Aphrosaurus era più gracile e Morenosaurus più primitivo.